# Лисянка (станція)
Лися́нка — проміжна залізнична станція Шевченківської дирекції Одеської залізниці на неелектрифікованій лінії Багачеве — Дашуківка між станціями Гудзівка (27 км) та Дашуківка (8 км). Розташована в селищі Лисянка Звенигородського району Черкаської області. На станції здійснюються лише вантажні роботи.